# Menekülés Los Angelesből
A Menekülés Los Angelesből (eredeti cím: Escape from L.A.) egy 1996-os amerikai posztapokaliptikus akciófilm, amelynek forgatókönyvírója, zeneszerzője és rendezője John Carpenter. A film az 1981-es Menekülés New Yorkból folytatása és Kurt Russell  újra Snake Plissken szerepében látható. A filmet 1996. augusztus 9-én mutatták be az észak-amerikai mozik, Magyarországon moziban nem vetítették, csak videóforgalmazásban jelent 1997. július 29-én.

## Cselekmény
2000-ben hatalmas földrengés sújtja Los Angeles városát, amely elvágja a szárazföldtől és sziget lesz. Egy teokratikus elnökjelölt, aki kijelenti, hogy Isten megbünteti Los Angelest a bűneiért, élethosszig tartó mandátumot nyer. Elrendeli az Egyesült Államok fővárosának áthelyezését Washingtonból szülővárosába, a virginiai Lynchburgba, és egy sor szigorú erkölcsi törvényt léptet életbe, megtiltva többek között a dohányzást, az alkoholt, a kábítószereket, a házasság előtti szexet, a lőfegyvereket, a trágár beszédet és a vörös húst. A törvényszegők választhatnak: elveszítik az amerikai állampolgárságot és véglegesen deportálják őket az új Los Angeles-szigetre, vagy megbánják és áramütés általi halállal halnak meg. A szigetről való szökést lehetetlenné teszi a szárazföld partja mentén emelt védőfal és a területet felügyelő szövetségi rendőrség erős jelenléte.
2013-ra az USA kifejlesztett egy "Damoklész kardja" nevű szuperfegyvert, egy olyan műholdas rendszert, amely képes a világ bármely pontján célba venni és használhatatlanná tenni az elektronikus eszközöket. Az elnök szándéka, hogy ezzel uralja a világot. Lánya, Utopia ellopja a rendszer távirányítóját, és Los Angeles szigetére szökik, hogy átadja azt Cuervo Jonesnak, a perui forradalmárnak. Cuervo a harmadik világ országaiból inváziós hadsereget állít össze, és az USA megtámadását tervezi.
A sorozatos bűncselekmények miatt kitoloncolással fenyegetett Snake Plissken lehetőséget kap, hogy kegyelmet nyerjen, ha elutazik a szigetre és visszaszerzi a fegyvert, amit egy korábbi mentőcsapat nem tudott teljesíteni. Az elnök egyik tisztje megfertőzi Snake-et egy vírussal, amely 10 órán belül megöli őt, és megígéri, hogy a küldetés teljesítése után megkapja az ellenszert. 
Snake felszerelést kap, és egy egyszemélyes tengeralattjáróval Los Angelesbe megy. A sziget felfedezése közben találkozik a "Térképes" Eddie-vel, az interaktív túrákat áruló szélhámossal és Cuervo egyik társával. Útközben Snake-nek segít Pipeline, a szörfözés szerelmese; Taslima, egy muzulmán hite miatt deportált nő; és Hershe Las Palmas (korábban Carjack Malone), egy transz nő és Snake korábbi bűnözőtársa.
Eddie elfogja Snake-et, és átadja Cuervónak, aki a Damoklész kardját használja, hogy leállítsa Lynchburgot, megtorlásul Snake odaküldéséért. Cuervo azzal fenyegetőzik, hogy ugyanerre a sorsra juttatja az USA többi részét is, ha nem teljesítik a követeléseit. Snake megszökik, és összefog Hershe-sel és katonáival. A csoport siklórepülővel utazik az invázió állomáshelyére. A Cuervo csapatai elleni harc során Snake elviszi a távirányítót. Snake, Eddie, Utopia, Hershe helikopterrel elmenekül szigetről. Eddie lelövi Cuervót, aki halála előtt még kilő egy rakétát ami eltalálja a helikoptert. Hershe és az emberei meghalnak, Eddie, Snake és Utopia pedig még időben kiugornak a helikopterből és ezzel megmenekülnek. 
A baleset helyszínén az elnök és a tisztjei rájönnek, hogy Snake-nél és Utopianál is van távirányító, és elveszik az Utopia által tartott távirányítót, tévesen azt gondolva, hogy Snake kicserélte őket. Miközben Utópiát a villamosszékbe viszik, Snake megtudja, hogy a vírus, amely megfertőzte, csak influenzát okoz, amely órákon belül elmúlik. Az elnök megpróbálja Utopia távirányítóját használni a Floridát fenyegető inváziós erő semlegesítésére, de az csak Eddie egyik turnéjának felvett bevezetőjét játssza le.
Az elnök feldühödve utasítja tisztjeit, hogy a helyszínen öljék meg Snake-et, de kiderül, hogy ő csak egy hologram, amelyet a számára kiadott miniatűr kamera vetít ki. A világ véget nem érő osztályharcától felháborodva beprogramozza a valódi távirányítót, és beindítja a Damoklész kardja rendszer minden műholdját, kikapcsolva ezzel a Földön minden technológiát, megmentve Utópiát, mivel az áramszolgáltatás éppen azelőtt szűnik meg, hogy áramütés érné. Snake félredobja az immár használhatatlan kamerát, és rágyújt egy cigarettára, majd elfújja a gyufát, és azt mormolja: "Üdvözöljük az emberi fajban".

## Szereplők
| Szerep                     | Színész           | Magyar hang          |
| -------------------------- | ----------------- | -------------------- |
| Snake Plissken             | Kurt Russell      | Rátóti Zoltán        |
| Utopia                     | A.J. Langer       | Spilák Klára         |
| Térképes Eddie             | Steve Buscemi     | Schnell Ádám         |
| Cuervo Jones               | Georges Corraface | Szabó Sipos Barnabás |
| Malloy parancsnok          | Stacy Keach       | Sörös Sándor         |
| Brazen                     | Michelle Forbes   | Für Anikó            |
| Hershe Las Palmas          | Pam Grier         | Kerekes József       |
| Elnök                      | Cliff Robertson   | Rajhona Ádám         |
| Taslima                    | Valeria Golinio   | Orosz Helga          |
| Pipeline                   | Peter Fonda       | Galambos Péter       |
| Beverly Hills tisztiorvosa | Bruce Campbell    | Kiss Gábor           |
| Szörfös                    | Breckin Meyer     |                      |

## Forgatás
1987-ben Coleman Luck forgatókönyvírót bízták meg a film forgatókönyvének megírásával, a producer Dino De Laurentiis cége volt. 1987-ben Carpenter és Kurt Russell végül találkoztak, hogy együtt írják meg a filmet, régi munkatársukkal, Debra Hill-lel.  Carpenter elmondta, hogy Russell kitartásának köszönhetően készült el a film, mivel "Snake Plissken olyan karakter volt, akit szeretett és újra el akart játszani". 
Tony Hawk azt állította, hogy - bár nem kapta meg az elismerést - ő és Chris Miller profi gördeszkás kollégája Peter Fonda és Kurt Russell kaszkadőrdublőreként dolgoztak a szörfös jelenet alatt. Több jelenetet Carsonban forgattak, köztük a Sunset Boulevard és az autópálya jeleneteket. A Sunset Boulevard jelenetet egy szeméttelepen vették fel, ahol a forgatás munkatársai több mint 120 építményt építettek, hogy egy nyomornegyedet hozzanak létre. A zsúfolt poszt-apokaliptikus autópálya benyomásának megteremtéséhez 250 törött autót szereztek be egy venturai roncstelepről.  A forgatás 1995. december 11. és 1996. március 20. között zajlott. 

## Filmzene
A film zenéje 1996. augusztusában jelent meg, a Milan Records adta ki. A zenét John Carpenter, Alan Howarth írta. 
| 1.    | Escape from New York Main Title | 2:07 |
| 2.    | History of Los Angeles          | 2:09 |
| 3.    | Snake's Uniform                 | 0:58 |
| 4.    | Submarine Launch                | 2:36 |
| 5.    | Sunset Boulevard Bazaar         | 2:03 |
| 6.    | Motorcycle Chase                | 2:23 |
| 7.    | Showdown                        | 1:27 |
| 8.    | Beverly Hills Surgeon General   | 4:10 |
| 9.    | The Future Is Right Now         | 2:00 |
| 10.   | Hang Glider Attack              | 2:30 |
| 11.   | The Black Box                   | 1:14 |
| 12.   | Escape from Coliseum            | 1:53 |
| 13.   | Helicopter Arrival              | 2:05 |
| 14.   | Fire Fight                      | 2:49 |
| 15.   | Escape from Happy Kingdom       | 1:30 |
| 16.   | Crash Landing                   | 1:38 |
| 33:32 |                                 |      |

1996. július 16-án adták ki a filmben hallható zeneszámokat tartalmazó albumot.
1. "Dawn" – Stabbing Westward
2. "Sweat" – Tool
3. "The One" – White Zombie
4. "Cut Me Out" – Toadies
5. "Pottery" – Butthole Surfers
6. "10 Seconds Down" – Sugar Ray
7. "Blame (L.A. Remix)" – Gravity Kills
8. "Professional Widow" – Tori Amos
9. "Paisley" – Ministry
10. "Fire in the Hole" – Orange 9mm
11. "Escape from the Prison Planet" – Clutch
12. "Et Tu Brute?" – CIV
13. "Foot on the Gas" – Sexpod
14. "Can't Even Breathe" – Deftones

## Fogadtatás és bevétel
A Menekülés Los Angelesből kritikai fogadtatása megosztónak mondható. A Rotten Tomatoes oldalán összegyűjtött kritikák alapján a kritikusok 53%-a nyilatkozott pozitívan a filmről. 
A filmet 1996. augusztus 9-én mutatták be az észak-amerikai mozik. Nyitóhétvégéjén a harmadik helyen végzett, a szintén debütáló Jack, és a harmadik hete műsoron lévő Ha ölni kell című filmek mögött.  
A film 50 millió dolláros költségvetésből 25 477 365 dollárt hozott az Egyesült Államokban és Kanadában, nagyjából annyit, mint első rész (Menekülés New Yorkból), de alig több mint a felét az elődjéhez mérten jóval magasabb költségvetésnek. Nemzetközi szinten 16,8 millió dollárt hozott, ami világszerte 42,3 millió dolláros összbevételt jelentett.

## Fordítás
- Ez a szócikk részben vagy egészben  az   Escape from L.A. című angol Wikipédia-szócikk fordításán alapul.  Az eredeti cikk szerkesztőit annak laptörténete sorolja fel. Ez a jelzés csupán a megfogalmazás eredetét és a szerzői jogokat jelzi, nem szolgál a cikkben szereplő információk forrásmegjelöléseként.